# Voorschoten
Voorschoten est un village et une commune néerlandaise, en province de Hollande-Méridionale.
La commune se trouve directement au sud-ouest de Leyde et au sud-est de Wassenaar, à 11 kilomètres au nord-est de La Haye. Au 31 janvier 2023, elle compte 25 585 habitants.

## Histoire
La commune de Voorschoten est connue pour son château de Duivenvoorde, dont la première trace écrite remonte à 1226.

## Géographie

### Situation
| Wassenaar |                       | Leyde |
|           | Voorschoten           |       |
|           | Leidschendam-Voorburg |       |

### Transports
La commune est desservie par les gares ferroviaires de Voorschoten et De Vink (celle-ci à la limite municipale entre Voorschoten en Leyde), sur la ligne d'Amsterdam à Rotterdam.
En 2023, la commune est le théâtre d'un accident ferroviaire.